# Als du kamst zur Erde nieder

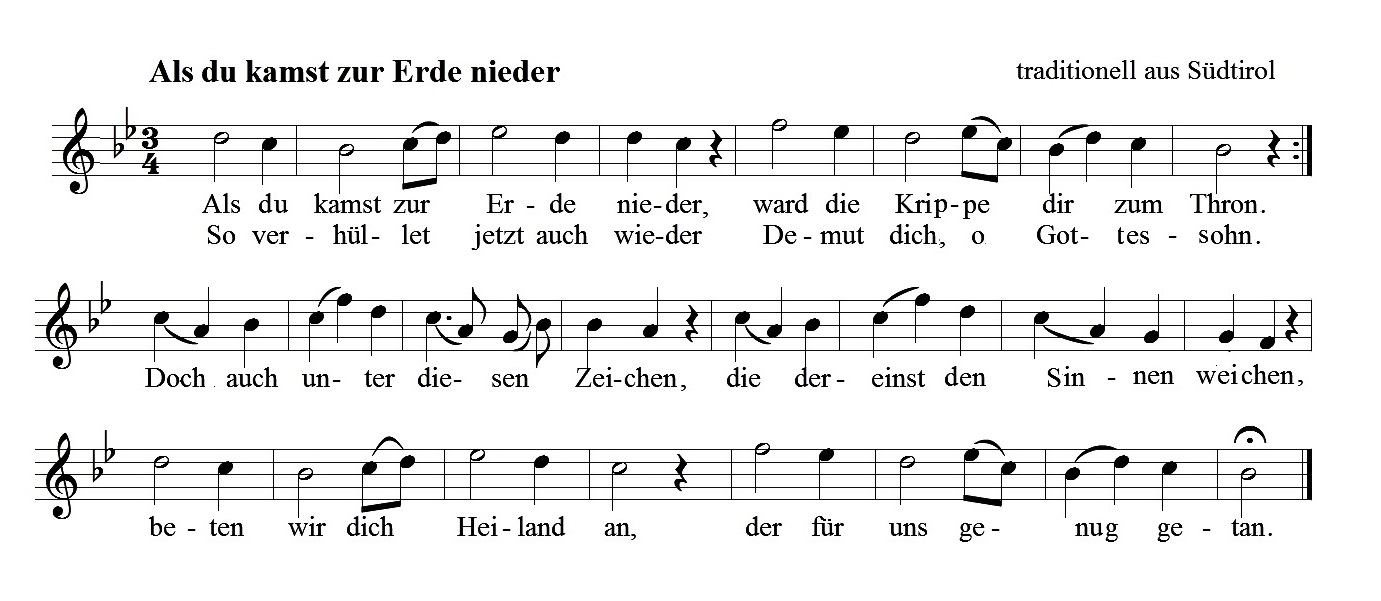
Als du kamst zur Erde nieder, Noten und Text

Als du kamst zur Erde nieder ist ein geistliches Lied, das als Messgesang in der Weihnachtszeit nach der Wandlung gesungen wurde. Es gehört zu den Kirchenliedern der katholischen Donauschwaben und wurde in einer handschriftlichen Liedsammlung überliefert. Der Text ist bereits Mitte des 19. Jahrhunderts nachweisbar. In Tirol in Österreich wurde es noch Ende des 20. Jahrhunderts mit einer traditionellen Melodie als Adventslied gesungen.

## Text
Als du kamst zur Erde nieder,

ward die Krippe dir zum Thron.

So verhüllet jetzt auch wieder

Demut dich, o Gottessohn.

Doch auch unter diesen Zeichen,

die dereinst den Sinnen weichen,

beten wir dich Heiland an,

der für uns genug getan.